# Campylocentrum schneeanum
Campylocentrum schneeanum  é uma espécie de orquídea, família Orchidaceae, que existe no Panamá, Venezuela e Equador. Trata-se de planta epífita, monopodial, com caule longo, cujas inflorescências brotam do nódulo do caule oposto à base da folha. As flores têm sépalas e pétalas livres, e nectário atrás do labelo. Pertence à secção de espécies de Campylocentrum com folhas planas e inflorescências mais longas que as folhas.

## Publicação e histórico
- Campylocentrum schneeanum , Bol. Soc. Venez. Ci. Nat. 22: 274 (1961).

Conforme informações verificadas na exsicata, trata-se de espécie pequena para o gênero. Seu caule e alongado; as folhas medem cerca de 15 x 5 mm; a inflorescência é aproximadamente do dobro do comprimento das folhas, e o labelo é simples com curto nectário bulboso.